# Ein Goldfisch an der Leine
Ein Goldfisch an der Leine (Originaltitel: Man’s Favorite Sport?) ist eine US-amerikanische Filmkomödie von Howard Hawks aus dem Jahr 1964 mit Rock Hudson und Paula Prentiss in den Hauptrollen.

## Handlung
Roger Willoughby, Verkäufer in der Angelabteilung von Abercrombie & Fitch, eines Sportgeschäfts, und Autor eines erfolgreichen Fachbuchs für Angler, soll auf Initiative der PR-Expertin Abigail Page an einem Angelwettbewerb teilnehmen. Roger lehnt jedoch ab; denn er muss eingestehen, dass er selbst noch nie in seinem Leben geangelt hat. Das Wissen in seinem Buch habe er ausschließlich angelesen und von seinen Kunden erworben.
Abigail besteht jedoch darauf, dass Roger am Wettangeln teilnimmt. Sein Chef, der von Rogers Geheimnis nichts ahnt, erhofft sich einen großen Werbeerfolg. Und Roger hat auch beim Wettangeln den Zufall auf seiner Seite: obwohl er sich ausgesprochen dilettantisch anstellt, gelingt es ihm, an den drei Wettkampftagen stets den größten oder zweitgrößten Fisch zu fangen, sodass er den Pokal gewinnt. Nachdem Abigail ihn tränenreich drängt und fordert, den Siegerpokal wieder zurückzugeben, da er ihn ja nicht rechtmäßig gewonnen habe, erklärt Roger seinen Anglerkollegen und Kunden die Situation und verzichtet auf den Pokal. Sein Chef fühlt sich hintergangen und entlässt ihn. Die Anglerkollegen bedrängen den Chef, die Kündigung zurückzunehmen: Gerade die Tatsache, dass ein absoluter Laie wie Roger mit seiner Angelausrüstung einen Wettbewerb gewinnen könne, sei die beste Werbung für das Unternehmen.
Roger, der zunächst alles andere als Abigail zugetan war, hat sich inzwischen in die überdrehte, emanzipierte Frau verliebt. Noch in der Annahme, gekündigt zu sein, will er ihr seine Liebe offenbaren. Abigail aber hat sich über den See zurückgezogen, sodass Roger sich nachts von einem befreundeten Indianer dorthin rudern lässt. Roger und Abigail streiten sich zunächst, müssen dann aber gemeinsam auf einer Luftmatratze übernachten, denn der Indianer ist bereits zurückgerudert. Durch heftige Regenfälle wird die Luftmatratze auf den See geschwemmt, wo sich die beiden gemeinsam dahintreibend wiederfinden. Für das Happy End sorgt dann Rogers Chef, der den See absucht, um seinen Angelexperten wieder einzustellen.

## Rezeption
Bei der Premiere am 5. Februar 1964 in den USA lief Ein Goldfisch an der Leine zwar akzeptabel an, aber längst nicht so außergewöhnlich wie etwa Hawks Vorgängerfilm Hatari! (1962). Die Reaktion der Kritik war, gemessen an Hawks früheren Erfolgen, ebenfalls verhalten.
Sieben Jahre später schrieb die Filmkritikerin Molly Haskell eine triumphierende Rezension über den Film in der New Yorker Wochenzeitung The Village Voice. Sie gestand ein, den Film 1964 eher mit Desinteresse verfolgt zu haben, doch nun sei sie „erfreut und tief berührt von dem Film. Erfreut von der Anmut und der Authentizität des Humors, mit denen die Geschichte erzählt werde, und bewegt vom Nachwirken der ganzen Grundidee des Films, vom sexuellen Antagonismus, Begehren und Verzweifeln.“

„Eine mit Routine und Charme anspruchslos-launig entwickelte Komödie, die mit vielen hübschen Einfällen angenehm unterhält und vor allem durch ihren entspannten erzählerischen Rhythmus auffällt.“

„Der Sport, um den es geht, ist das Angeln, und der Film spart durchaus nicht mit eindeutigen Vergleichen. ‚Immer, wenn ich eine Geschichte höre, ist mein erster Gedanke: Wie kann ich sie in eine Komödie verwandeln?‘, hat Regisseur Howard Hawks bekannt. Auch hier ist es ihm gelungen, eine banale und normale Ausgangssituation zu einer rasanten Situationskomödie zu machen – über Sport und Sex, Freizeit und Geschäfte, Theorie und Praxis. Die hinreißende Obszönität des Films entwaffnet jeden Zensor.“

„Ab 16 zur heiteren Entspannung bestens geeignet.“